# Sharon (Kansas)
Sharon és una població dels Estats Units a l'estat de Kansas. Segons el cens del 2000 tenia 210 habitants.

## Demografia
Segons el cens del 2000, Sharon tenia 210 habitants, 91 habitatges, i 54 famílies. La densitat de població era de 279,6 habitants/km².
Dels 91 habitatges en un 25,3% hi vivien nens de menys de 18 anys, en un 56% hi vivien parelles casades, en un 4,4% dones solteres, i en un 39,6% no eren unitats familiars. En el 35,2% dels habitatges hi vivien persones soles el 24,2% de les quals corresponia a persones de 65 anys o més que vivien soles. El nombre mitjà de persones vivint en cada habitatge era de 2,31 i el nombre mitjà de persones que vivien en cada família era de 3,05.
Per edats la població es repartia de la següent manera: un 26,2% tenia menys de 18 anys, un 3,8% entre 18 i 24, un 20% entre 25 i 44, un 27,6% de 45 a 60 i un 22,4% 65 anys o més.
L'edat mediana era de 45 anys. Per cada 100 dones de 18 o més anys hi havia 80,2 homes.
La renda mediana per habitatge era de 37.188 $ i la renda mediana per família de 43.056 $. Els homes tenien una renda mediana de 30.500 $ mentre que les dones 20.625 $. La renda per capita de la població era de 12.759 $. Cap de les famílies i el 4% de la població estaven per davall del llindar de pobresa.

## Poblacions més properes
El següent diagrama mostra les poblacions més properes.